# Абазинська мова
Абази́нська мо́ва (абаз. абаза бызшва) — мова північнокавказького народу абазинців. Одна з мов Російської Федерації та Туреччини. Належить до абхазо-адигської групи північнокавказьких мов. Поширена в Карачаєво-Черкесії та Ставропільському краю Росії, а також турецькій Центральній Анатолії, провінціях Ескішехір, Самсун, Йозгат, Кайсері й Адана. Одна з офіційних мов Карачаєво-Черкесії. Загальна кількість мовців — близько 47,8 тисяч осіб (2010); в Росії мешкає близько 43,3 тисяч абазинів (2010), з яких 37,8 тисяч говорять рідною мовою; в Туреччині — близько 12 тисяч абазинів (2014). Більшість носіїв абазинської спілкуються російською або турецькою мовами. Має три діалекти; в основі літературної мови тапантський діалект. Близька до абхазької мови. Належить до мов типу SOV, ергативних мов. Має складну систему приголосних звуків, багатство форм словотворення; не має відмінювання. В Росії використовується кирилична система письма абазинської мови, в Туреччині — латинниця. Має упорядковану граматику, літературу, словники, засоби масової інформації.

## Назва

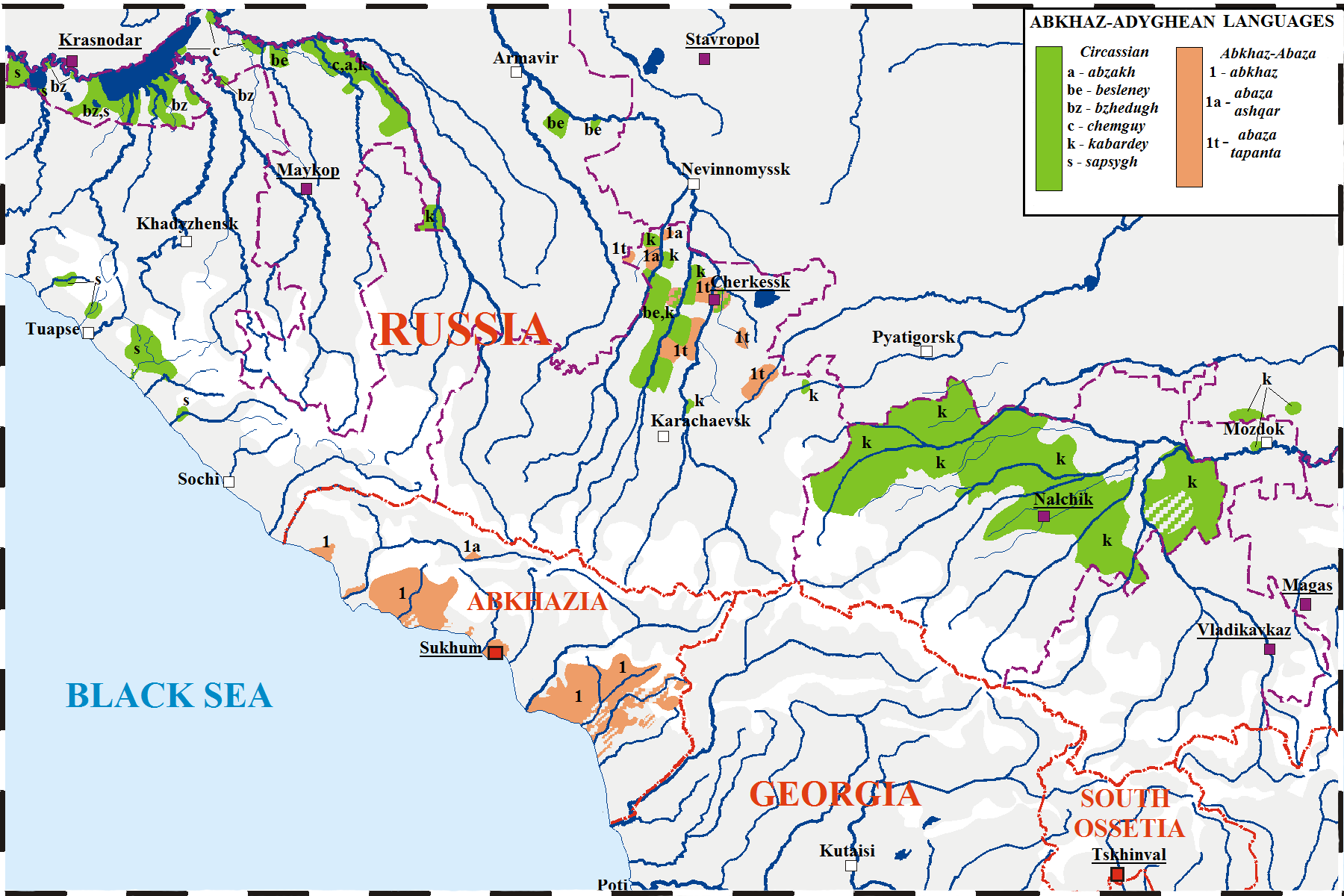
Черкеська (зелений) і абхазо-абазинські (рожевий) мови. Абазинські діалекти: 1а і 1t

- Абазинська мова (Abaza byzšwa, Абаза бызшва; лат. Abazin language)[1]
- Абазька мова (лат. Abaza language)[1]
- Ашуваська мова (лат. Ashuwa language)[1]

## Класифікація
Згідно з Ethnologue:
1. Кавказькі мови
  1. Північнокавказькі мови
    1. Західні кавказькі мови (абхазо-адизькі)
      1. Абхазо-абазинські мови
        1. Абазинська мова
          1. Тапантський (Рівнний[3]) діалект (англ. Tapanta dialect) — лежить в основі літературної мови.
          2. Ашхарський (Гірський[3]) діалект (англ. Ashkaraua (Ashkar, Ashxar) dialect)
          3. Безшагський діалект (англ. Bezshagh dialect)

## Поширення
Абазинська мова поширена в Російській Федерації, на території республіки Карачаєво-Черкесія, а також в Ставропільському краю. Нею також розмовляють у Туреччині, в Центральній Анатолії, турецьких провінціях Ескішехір, Самсун, Йозгат, Кайсері й Адана. Крім цього є невелика група мовців абазинської в Німеччині.
Загалом кількість носіїв абазинської у світі поступово скорочується внаслідок мовної асиміляції, москвинізації та потурчення. Зокрема, в 2000-х роках їх нараховувалося близько 48280 осіб, а у 2010-х роках — 47880 осіб.
В Росії кількість абазиномовних в 2002 році становила 38,2 тисяч осіб, а 2010 року — 37,8 осіб. При цьому загальна кількість абазинів в Росії в 2010 році склала 43,3 тисяч; з них більшість послуговується російською мовою.
В Туреччині 1995 року мешкало 10 тисяч абазинів, а 2014 року — близько 12 тисяч абазинів. Більшість турецьких абазинів говорять турецькою.

## Діалекти
Існує два діалекти: тапантський (від тӀапӀанта «мешканці рівнин») та ашхарський (від ашхъарауа «мешканці гір»). В кожному з діалектів виділяється по дві говірки.
- Тапантський діалект:
  - Кубино-ельбурганська говірка (аули Кубина та Ельбурган, а також Псиж, Кара-Паго, Інжич-Чукун, Койдан, Абаза-Хабль, Мало-Абазинськ, Тапанта);
  - Красновосточна говірка (аул Красний Восток).
- Ашхарський діалект:
  - Кувинська говірка (аули Старо-Кувинськ, Ново-Кувинськ, частково Абазакт);
  - Апсуйська говірка (аул Апсуа)

Основою літературної абазинської мови є кубино-ельбурганська говірка.
До 1860-х років носії тапантського діалекту жили в верхів'ях річок Великий та Малий Зеленчук, Кубань, Кума й Подкумок; носії ашхарського діалекту жили в верхів'ях річок Губс, Ходзь, Мала та Велика Лаба, Андрюк і Уруп, а раніше також у верхів'ях Великого Зеленчука та Фарса. Після завершення Російсько-Кавказької війни частина пішла в Туреччину, а тих, що залишилися, переселили на рівнину.
З нині живих мов найбільш близька до абазинської мови абхазька, найбільш близький діалект до абхазької - ашхарський. 

## Писемність

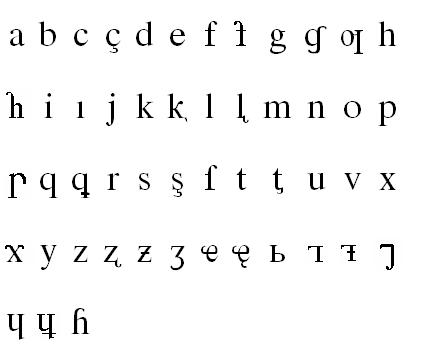
Латиниця 1932-1938 років

До ХХ століття, на території Російської імперії, абазинська мова послуговувалася арабським алфавітом. Його розробкою займалися просвітителі Умар Мікеров і Татлустан Табулов. Проте цей вид письма не набув поширення. 1932 року, в ході радянської кампанії латинізації, науковці Миколай Яковлєв і Анатолій Генко, за участі Табулова, розробили писемність на основі латинки. 1938 року Народний комісаріат просвіти РСФСР замінив латинницю на кириличний алфавіт.
З другої половини ХХ ст. кирилиця використовується носіями абазької мови, що живуть в Росії; в Туреччині використовується латинка.
| А а [a]       | Б б /b/     | В в /v/      | Г г /ɡ/       | Гв гв /ɡʷ/    | Гъ гъ /ʁ/     | Гъв гъв /ʁʷ/   | Гъь гъь /ʁʲ/  |
| Гь гь /ɡʲ/    | ГӀ гӀ /ʕ/   | ГӀв гӀв /ʕʷ/ | Д д /d/       | Дж дж /d͡ʒ/    | Джв джв /d͡ʒʷ/ | Джь джь /d͡ʑ/   | Дз дз /d͡z/    |
| Е е [e]       | Ё ё [jo]    | Ж ж /ʒ/      | Жв жв /ʒʷ/    | Жь жь /ʑ/     | З з /z/       | И и [i]        | Й й /j/       |
| К к /k/       | Кв кв /kʷ/  | Къ къ /qʼ/   | Къв къв /qʷʼ/ | Къь къь /qʲʼ/ | Кь кь /kʲ/    | КӀ кӀ /kʼ/     | КӀв кӀв /kʷʼ/ |
| КӀь кӀь /kʲʼ/ | Л л /l/     | Ль ль /ɮ/    | ЛӀ лӀ /ɬʼ/    | М м /m/       | Н н /n/       | О о [o]        | П п /p/       |
| ПӀ пӀ /pʼ/    | Р р /r/     | С с /s/      | Т т /t/       | Тл тл /ɬ/     | Тш тш /t͡ʃ/    | ТӀ тӀ /tʼ/     | У у /w/, [u]  |
| Ф ф /f/       | ФӀ фӀ /fʼ/  | Х х /χ/      | Хв хв /χʷ/    | Хъ хъ /q/     | Хъв хъв /qʷ/  | Хь хь /χʲ/     | ХӀ хӀ /ħ/     |
| ХӀв хӀв /ħʷ/  | Ц ц /t͡s/    | ЦӀ цӀ /t͡sʼ/  | Ч ч /t͡ɕ/      | Чв чв /t͡ʃʷ/   | ЧӀ чӀ /t͡ɕʼ/   | ЧӀв чӀв /t͡ʃʷʼ/ | Ш ш /ʃ/       |
| Шв шв /ʃʷ/    | ШӀ шӀ /t͡ʃʼ/ | Щ щ /ɕ/      | Ъ ъ /ʔ/       | Ы ы [ə]       | Э э [e]       | Ю ю [ju]       | Я я [ja]      |